# Hermanas de Caridad de la Inmaculada Concepción de Ivrea
La Congregación de las Hermanas de Caridad de la Inmaculada Concepción de Ivrea (en latín, Congregatio Sororum Charitatis ab Immaculata Conceptione) es una congregación religiosa católica femenina de vida apostólica y de derecho pontificio, fundada por la religiosa italiana Antonia María Verna, en 1823, en Rivarolo Canavese. A las religiosas de este instituto se les conoce como  hermanas de la caridad de Ivrea, hermanas de la Inmaculada Concepción de Ivrea o hermanas vernianas'. Sus miembros posponen a su nombre las siglas S.C.I.C..

## Historia
Los orígenes de la congregación se remontan a 1806, cuando Antonia María Verna se unió a un grupo de jóvenes para la atención de los enfermos y de los niños, en  Rivarolo Canavese, en el Piamonte (Italia). En ese momento, la región estaba bajo dominio napoleónico, y el puesto de obispo se encontraba vacante (el obispo electo, Giuseppe Maria Grimaldi, no fue consagrado a causa de la inestabilidad política), por lo que no fue posible dar inicio canónico al instituto. El instituto tiene por fecha de fundación el año 1823, gracias al interés de algunos sacerdotes de la parroquia, la fundadora fue capaz de reanudar los contactos con las autoridades civiles y eclesiásticas, y vio a su congregación reconocida con el Real Decreto del 7 de marzo de 1828, emanado por Carlos Félix.
En 1847, las Hermanas salieron de los límites del reino Sardo-Piamontés para ir al Hospital de Lucca; en 1861, apenas realizada la unificación de Italia, abrieron escuelas infantiles en Nápoles y sucesivamente en otras muchas ciudades de Italia meridional.
El instituto recibió la aprobación como congregación religiosa de derecho diocesano en 27 de noviembre de 1835, de parte de Luigi Paolo Pochettini, obispo de Ivrea. El papa Pío X elevó el instituto a congregación religiosa de derecho pontificio, mediante decretum laudis del 21 de mayo de 1904.

## Organización
La Hermanas de Caridad de la Inmaculada Concepción de Ivrea es un instituto religioso de derecho pontificio y centralizado, cuyo gobierno es ejercido por una superiora general. La sede central se encuentra en Roma (Italia).
Las hermanas vernianas se dedican a diversas actividades apostólicas, especialmente a la atención de ancianos, enfermos y niños. En 2017, el instituto contaba con 662 religiosas y 74 comunidades, presentes en Albania, Argentina, Ecuador, Estados Unidos, Israel, Italia, Kenia, Líbano, Libia, México, Tanzania y Turquía.
De esta congregación ha surgido una corriente espiritual al interno de la Iglesia católica conocida como Familia verniana. Esta se compone de:
- la Congregación de las Hermanas de la Caridad de la Inmaculada Concepción de Ivrea, fundada por la Madre Antonia María Verna y reconocida con la aprobación civil en 1828 y eclesiástica en 1835;
- la Asociación de Misioneras de la Caridad, fundada por decreto de la Iglesia el 20 de noviembre de 1990;
- los Laicos Vernianos, una asociación reconocida por decreto de la Iglesia el 18 de mayo de 2004.

Las Hermanas, las Misioneras de la Caridad y los Laicos Vernianos comparten la misma espiritualidad en la diversidad de las vocaciones.